# حفرية إس كي 46

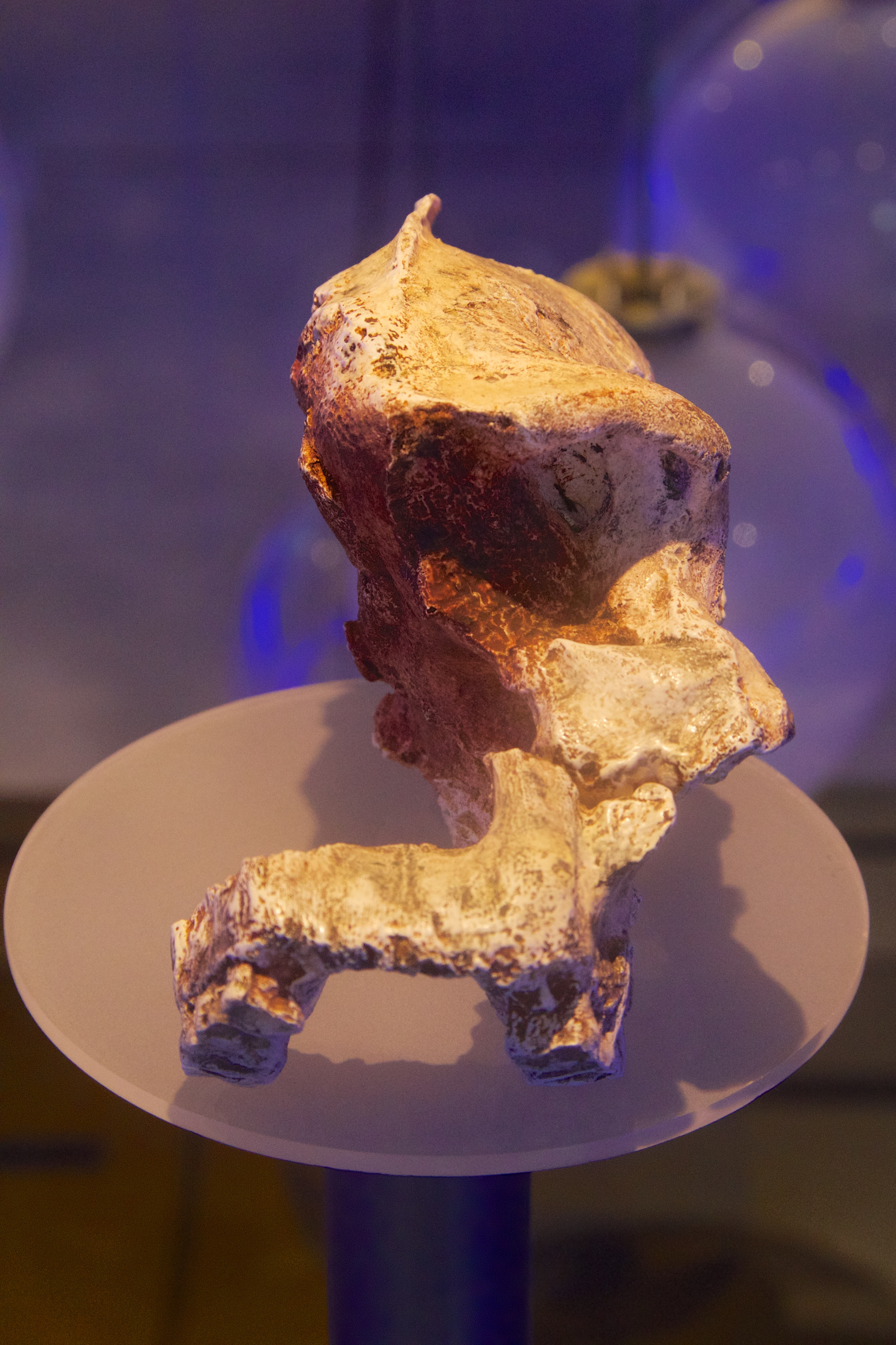

حفرية إس كي 46 هي حفرية لجزء من القحف والحنك تعود لأشباه البشر بارانثروبوس روبوستوس، اكتشفها عمال المناجم المحليون والعالم روبرت بروم في Swartkrans، في جنوب أفريقيا عام 1949. ويقدر عمر هذه الحفرية بـ 1.5 إلى 1.8 مليون سنة.
وكانت أبرز معالم هذه الأحفورة هي الأسنان الوجنية الكبيرة والعرف السهمي. وهاتان الميزتان مسؤولتان عن تثبيت العضلات المستخدمة لهضم الطعام. مما يعطينا فكرة عن النظام الغذائي لهذا المخلوق، والذي يتألف بشكل أساسي من الخضروات الجافة.